# Jatropha tacumbensis
Jatropha tacumbensis är en törelväxtart som beskrevs av Ferdinand Albin Pax och Käthe Hoffmann. Jatropha tacumbensis ingår i släktet Jatropha och familjen törelväxter.
Artens utbredningsområde är Paraguay. Inga underarter finns listade i Catalogue of Life.